# Désert du Karakoum
Pour les articles homonymes, voir Karakoum.
Le désert du Karakoum, ou du Kara-Koum (en turkmène : Garagum, en ouzbek : Qoraqum, en russe : Каракумы, ce qui veut dire « Sables noirs »), s'étend en Asie centrale, essentiellement au Turkménistan dont il occupe plus de la moitié du territoire (350 000 km2).

## Milieu naturel

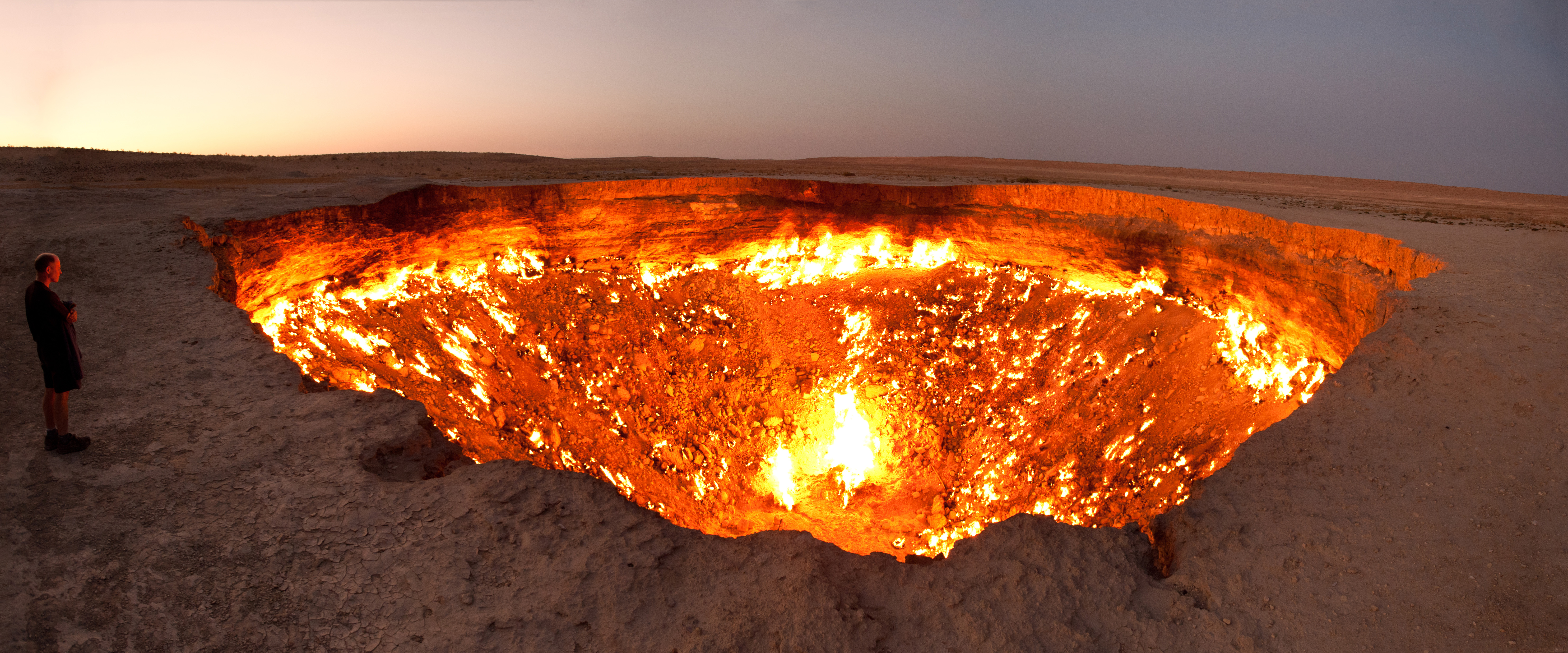
« La porte de l'enfer », à Darvaza, dans le désert du Karakoum, au Turkménistan.

Le désert du Karakoum se caractérise par la formation des takyrs, qui sont des cuvettes de grandes dimensions entourées de dunes.
Les conditions climatiques rudes permettent toutefois la croissance d'arbustes, comme le saksaul et l'acacia des sables.
En son centre, près du village de Darvaza, le sol du désert s'ouvre, formant une dépression topographique appelée la « Porte de l'Enfer » ou « cratère de Darvaza ».

## Économie
Il est traversé par le canal du Karakoum, le plus long du monde avec 1 375 km. Il a été creusé dans les années 1950 et 60 pour relier l'Amou-Daria, dont il utilise 20 % du débit, à la mer Caspienne (port de Türkmenbaşy), ainsi que pour étendre les cultures de coton (tout comme ceux d'Amu-Boukhara et de Kizyl-Orda). Malheureusement, les fuites importantes créent des lacs et des marais, et entraînent une importante salinisation.
Dans la dépression Karashor, le lac de l'âge d'or est en construction, plus au nord le lac Sary Kamysh est également artificiel, tous deux sont alimentés par des eaux de l'Amou-Daria.
Le désert abriterait des gisements significatifs de pétrole. Des recherches ont été effectuées pour trouver du gaz naturel :  Porte de l'Enfer (Turkménistan)
Le désert est traversé par le fleuve Hari Rud. Les oasis (Tejen) permettent une forte production de coton.
Le désert est également traversé par la ligne de chemin de fer du Transcaspien.

## Histoire et civilisations

### Civilisation des oasis
Le désert du Karakoum a abrité une civilisation de l'âge du bronze, au IIIe millénaire av. J.-C..
L'archéologue russe Viktor Sarianidi a découvert dans les années 1970 Gonur-depe, une cité de ce qu'on appelle depuis la « civilisation des oasis »,  culture de l'Oxus, ou complexe archéologique bactro-margien.

Paysages
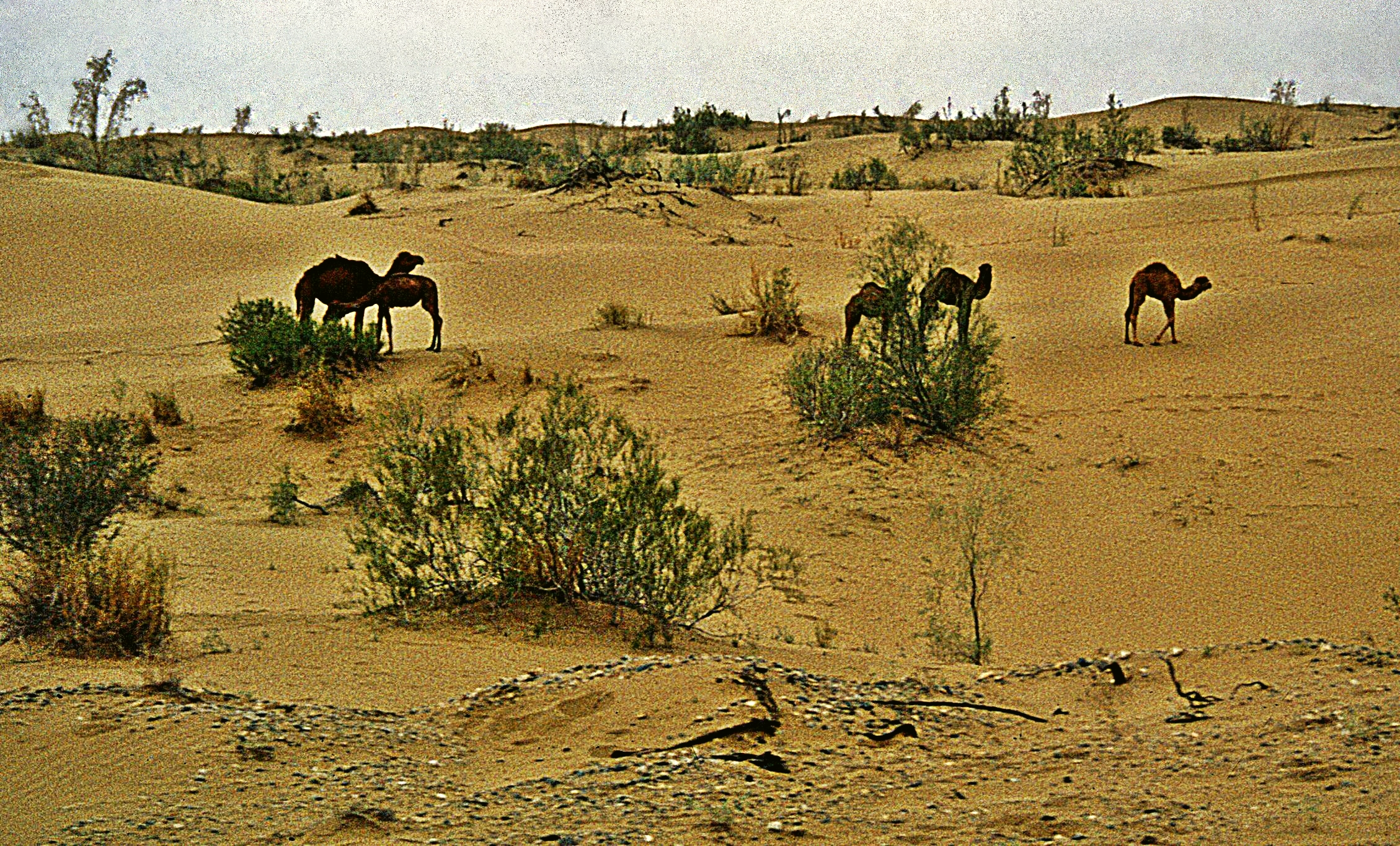
Dromadaires dans le désert en avril 1992.
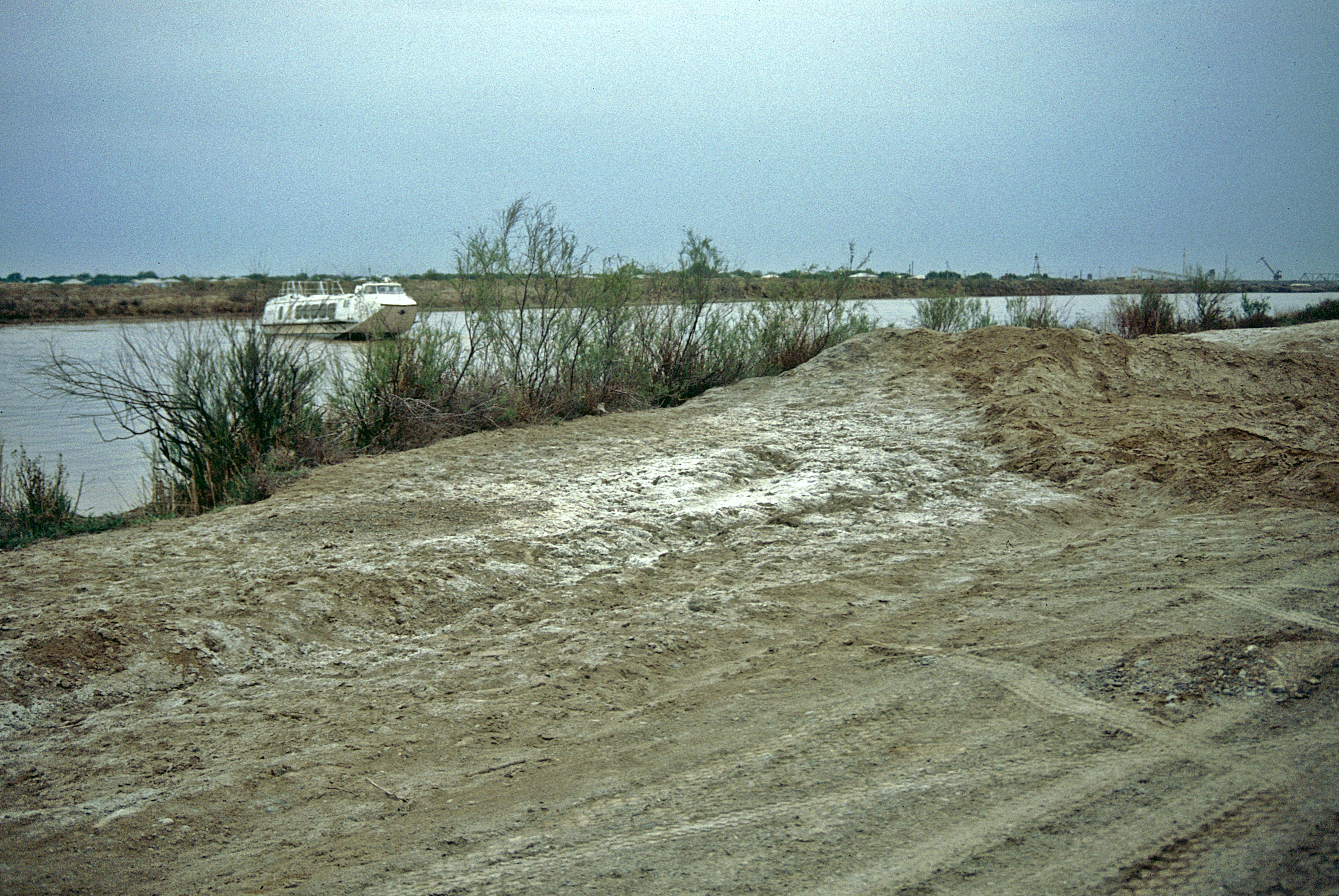
Canal du Karakoum en avril 1992.
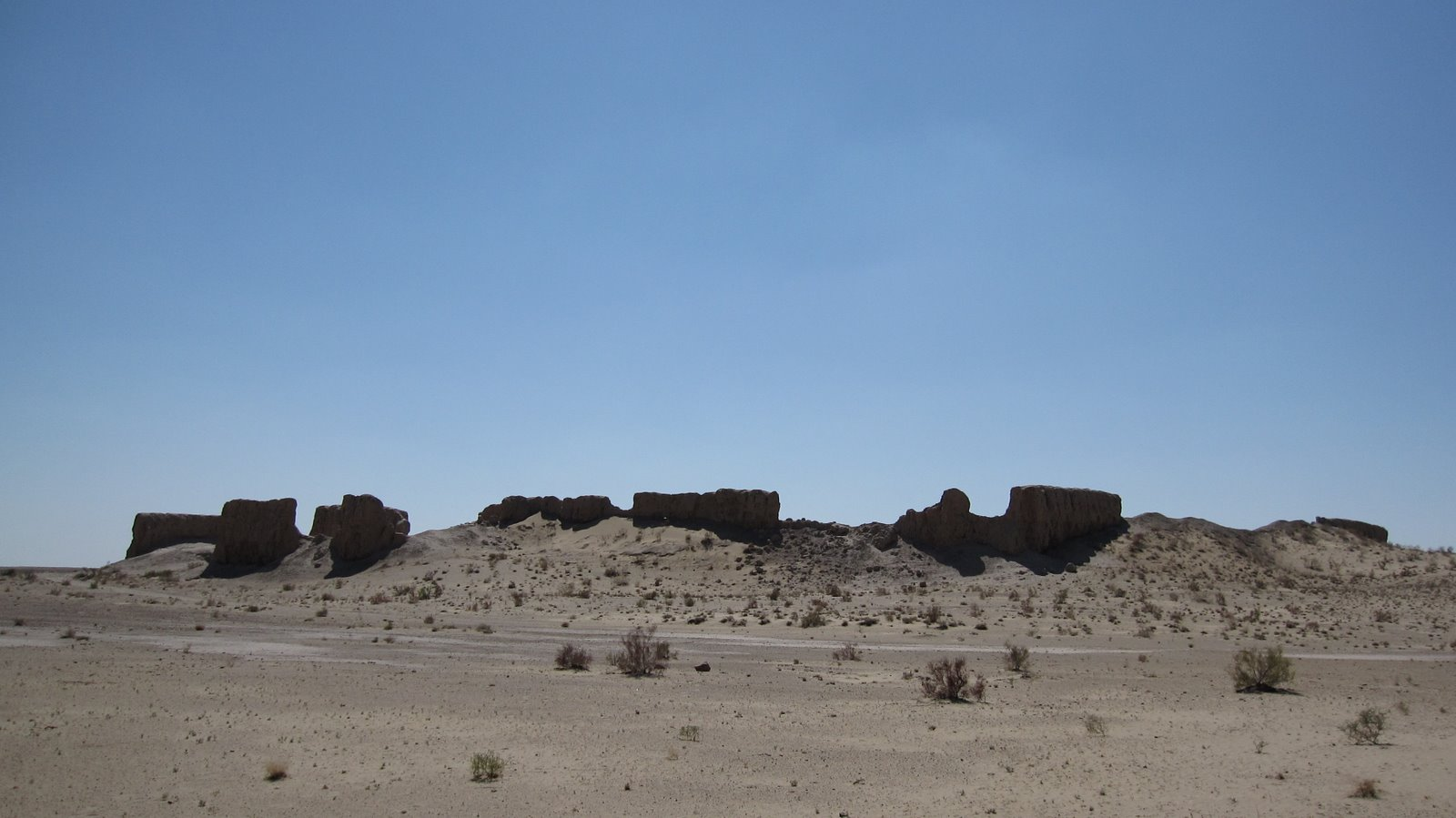
Ruines d'une forteresse en juillet 2009.

### Filmographie
- Marc Jampolsky, Karakoum, la civilisation des oasis, CNRS diffusion, Meudon, Arte (diff.), 2004, 52 h (VHS).
- Marc Jampolsky, Les secrets du Karakoum, Gedeon Programes, Saint Ouen, 2004, 52 h (DVD).